# Ród Taira
Taira (jap. 平氏 Heishi, Taira-uji) – ród japoński władający Japonią od 1161 do 1185, wywodzący swoje pochodzenie od cesarza Kammu. Nazywany również Heike (jap. 平家) zgodnie z sinojapońską wymową znaków.
Obok rodów: Fujiwara, Minamoto oraz Tachibana odgrywali dominującą rolę w okresie Heian.
W okresie panowania Nobunagi Ody, ród Oda wywodził swoje pochodzenie od jednego z członków rodu Taira: Taira no Chikazane.